# 布罗拉
布罗拉（英语：Brora；苏格兰盖尔语：Brùra），是英国苏格兰高地行政区的一个村，位于该行政区东北部沿海。总人口1160（2006年）。
“布罗拉（Brora）”一词源于古挪威语，意为“有桥的河”。布罗拉为苏格兰北部第一个通电的地方，这是为了满足当时木材工业的需要。
当地有一个足球俱乐部，即布罗拉流浪者足球俱乐部。